# Ydernummer
Ydernummer er det nummer, som en privatpraktiserende sundhedsperson – en alment praktiserende læge, tandlæge, kiropraktor, fysioterapeut, psykolog eller fodterapeut – er tildelt som yder af behandlinger for den offentlige sygesikring.
Det er en betingelse for afregning af honorarer med sygesikringen, at sundhedspersonen har et ydernummer, og tildelingen af ydernumre er begrænset af behovet for den pågældende sundhedsydelse i det pågældende lokalområde. Det indebærer, at ydernummer kun opslås, hvis der 'mangler' en sundhedsperson i området. Ydernumre tildeles af bedømmelsesudvalg, der består af repræsentanter fra Danske Regioner og den relevante faglige organisation, eksempelvis Dansk Psykolog Forening og Praktiserende Lægers Organisation.
Såfremt der er flere sundhedspersoner i samme praksis, vil de ofte have det samme ydernummer.